# Blackthorne
Blackthorne (v některých evropských zemích Blackhawk) je 2D plošinová videohra, která byla vytvořena v roce 1994 firmou Blizzard Entertainment na platformy SNES a DOS. Později vyšly také porty na Sega 32X, Mac OS a GBA. Obal pro SNES a DOS verzi byl nakreslen Jimem Lee. V roce 2013 byla hra vydána volně k dispozici Blizzardem na Battle.net, na Microsoft Windows běží přes emulaci DOSBox.

## Hratelnost
Hra má sedmnáct úrovní ve čtyřem oblastech: doly Androth, les/bažiny Karrellian, poušť Wasteland a pevnost Shadow keep. Hra se soustředí okolo Kyla Vlarose, který je známý jako Blackthorne, na cestě za jeho pomstou Sarlacovi a jeho spojencům.
Boj probíhá ve hře formou přestřelky, Blackthorne i jeho nepřátelé se mohou přitisknout ke stěnám a vyhnout se tak kulkám. Blackthorne může také střílet naslepo za sebe. V průběhu hry Kyle používá brokovnici jako primární zbraň, jak hra postupuje, spojenci Androthi mu pomůžou inovovat zbraně a zvyšovat jeho rychlost a sílu. Různé typy bomb mohou být použity proti nepřátelům, na otevření dveří, nebo zničení generátorů. K přístupu do dalších oblastí je někdy potřeba získat klíče ke dveřím a mostům a levitátory na vysoké překážky.

## Příběh
Příběh Blackthorne se odehrává na planetě Tuul. Lidem zde vládl šaman Thoros, který byl obdařen „darem veškerého poznání“. Ten považoval za téměř nemožné vybrat mezi jeho dvěma stejně starými syny dalšího vládce. Věřil, že by dilema mohl vyřešit tím, že je odvede do pouště Sands of Sorrow a sám sebe zabije. Jeho tělo se změnilo na dva drahokamy, světlý a tmavý, v kamenech byla uložena jeho moudrost a poznání, ty přenechal každému z chlapců, aby s nimi vládli každý svému království. Lidé Světlého kamene vytvořili království severně od pouště pojmenované Androth a lidé tmavého kamene vytvořili na jihu království Ka'dra'suul. Zatímco lidé Androth respektovali jejich kámen, v Ka'dra'suul to odmítly a nakonec byli přeměněny na monstra. V této době se v Ka'dra'suul chopil moci Sarlac, vytvořil armádu a vedl ji proti království Androth. Nepřipravené království Androth bylo rychle poraženo a jejich lidé zotročeni, poté byli nuceni pracovat v dolech pod dohledem ozbrojené stráže. Zde poté dolují měkký kov Xandralite, který je zdrojem energie a v Ka'dra'suul byl již skoro vyčerpán Tmavým kamenem.
Těsně před porážkou poslal vládce Androth, král Vlaros, za pomoci kouzelníka Galadriela svého mladého syna Kyla na Zemi, aby si zachránil život. Vlaros také dal Kylovi na ochranu Světlý kámen. O 20 let později se Kyle stal proslulým vojenským kapitánem a žoldákem. Ve východní Africe čelil vojenskému soudu kvůli vykonstruovanému obvinění z válečných zločinů. Během útěku z vazby, začne mít Kyle podivné sny a je nakonec konfrontován s Galadrielem. Je mu řečeno, že je čas vrátit se na Tuul a zachránit své lidi. Kyle se po teleportaci objeví v dolech, kde má vyhledat kouzelníka Galadriela a poté druidku Seer Onehand, aby mu pomohli využít sílu Světlého kamene, následně putuje pouští do pevnosti Shadow keep.

## Verze
Blackthorne byl vydán s pozměněnou grafikou a čtyřmi novými úrovněmi (v zasněžených horách), pro Sega 32X v roce 1995. Hra měla hudební doprovod podobný SNES verzi, oproti DOS verzi, která využívala MIDI. Stejná verze, ale běžící ve dvakrát větším rozlišení byla také vydána pro Mac OS v roce 1996. Port k GBA byl vydán v roce 2003, grafika je více redukovaná než v původních verzích.
Ve verzi SNES (americké a evropské) jsou odebrány všechny efekty krve, v japonské verzi SNES je mimo to odebrána možnost střílet na vězně.